# EXOC3
EXOC3‏ (Exocyst complex component 3) هوَ بروتين يُشَفر بواسطة جين EXOC3 في الإنسان.

## الوظيفة
البروتين المُشفّر بواسطة هذا الجين هو أحد مكونات مُركّب الكيس الخارجي، وهو مُركّب بروتيني مُتعدّد أساسي لاستهداف الحويصلات الخارجة إلى مواقع الالتحام المُحدّدة على الغشاء البلازمي. على الرغم من أن أفضل توصيف له في الخميرة، فقد ثبت أن البروتينات المُكوّنة ووظائف مُركّب الكيس الخارجي محفوظة بشكل كبير في حقيقيات النوى العليا. وُجد أن ثمانية مُكوّنات على الأقل من مُركّب الكيس الخارجي، بما في ذلك هذا البروتين، تتفاعل مع إعادة تشكيل الهيكل الخلوي للأكتين وآلية نقل الحويصلات. كما يُعدّ هذا المُركّب ضروريًا للتكوين الحيوي لقطبية سطح الخلايا الظهارية.

## التفاعل
لقد ثبت أن EXOC3 يتفاعل مع DLG3 و EXOC4.